# Saint-Chély-d'Aubrac
Saint-Chély-d'Aubrac (en occitano Sanch Èli) es una comuna francesa, situada en el departamento de Aveyron, en la región de Mediodía-Pirineos. 

## Patrimonio
El Puente llamado «de los peregrinos» sobre el Boralde se encuentra incluido como parte del lugar Patrimonio de la Humanidad llamado «Caminos de Santiago de Compostela en Francia» (Código 868-042), pues forma parte de la Via Podiensis.

## Demografía
| 2 034 | 2 383 | 3 253 | 3 326 | 2 088 | 3 044 | 1 994 | 2 110 | 1 873 | 1 697 | 1 809 | 1 828 | 1 815 | 1 799 | 1 867 | 1 760 | 1 590 | 1 632 | 1 600 | 1 594 | 1 272 | 1 241 | 1 149 | 1 149 | 1 082 | 899 | 820 | 726 | 606 | 556 | 547 | 532 |
| Para los censos de 1962 a 1999 la población legal corresponde a la población sin duplicidades (Fuente: INSEE [Consultar]) |       |       |       |       |       |       |       |       |       |       |       |       |       |       |       |       |       |       |       |       |       |       |       |       |     |     |     |     |     |     |     |

Gráfica de la evolución de la población 1794-1999